# Вози (селище)
Вози (рос. Возы) — селище в Понировському районі Курської області Російської Федерації.
Населення становить 1263 особи. Входить до складу муніципального утворення Возовська сільрада.

## Історія
Населений пункт розташований на території українського етнічного та культурного краю Східна Слобожанщина.
Від 2004 року входить до складу муніципального утворення Возовська сільрада.

## Населення
1. Н/Д[2]